# Hans Andersen Brendekilde

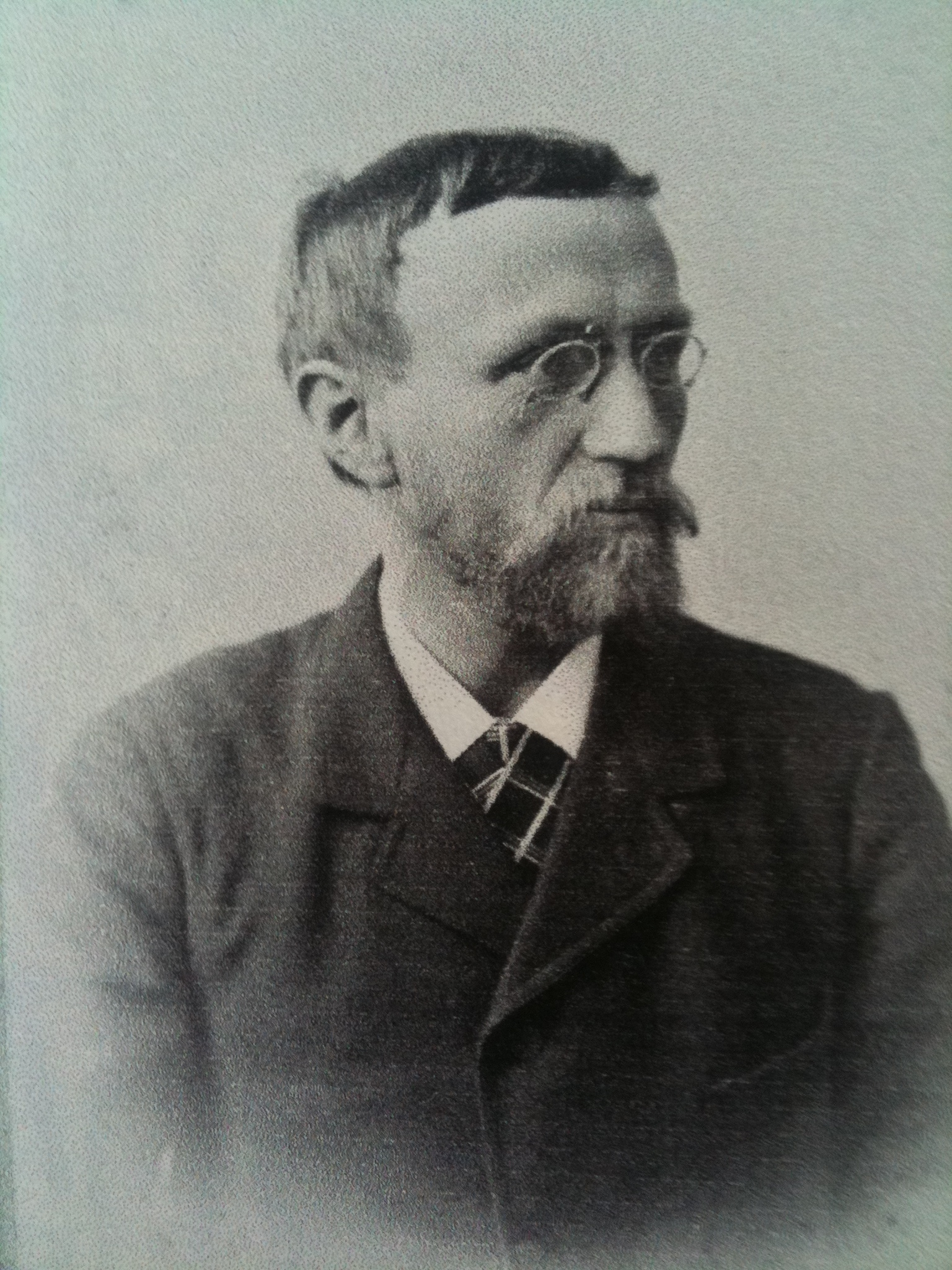
Hans Andersen Brendekilde

Hans Andersen Brendekilde, geboren Hans Andersen (Brændekilde, Funen, 7 april 1857 - Jyllinge, 30 maart 1942) was een Deens kunstschilder en ontwerper. Hij schilderde in een naturalistische stijl.

## Leven en werk
Brendekilde werd geboren in een armoedige boerenomgeving op het platteland van Funen, nabij Odense. Hij werkte in zijn jeugd als boerenknecht, werd opgeleid tot metselaar, maar uiteindelijk kon hij toch beeldhouwen gaan studeren aan de Koninklijke Deense Kunstacademie te Kopenhagen. Daar ontmoette hij zijn levenslange vriend Laurits Andersen Ring en besloot hij om kunstschilder te worden. Om naamsverwarring met Ring te voorkomen nam hij, net als Ring, de naam van zijn geboorteplaats aan.
In de jaren 1880 werkten Brendekilde en Ring intensief samen op het eiland Funen en beïnvloedden elkaar over en weer. Beiden namen het eenvoudige boerenleven tot thema, met Jean-François Millet en Jules Bastien-Lepage als belangrijkste voorbeelden. 
Brendekilde schilderde vooral landschappen en genrewerken in een naturalistische stijl. Zijn vroege werk heeft een sterk sociale inslag, met Uitgeput (Udslidt, 1889) als bekendste voorbeeld. Later zou hij met name in het kleurgebruik ook invloeden van het impressionisme aan de dag leggen, hoewel hij meer dan Ring bleef vasthouden aan zijn oorspronkelijke stijl. Na de eeuwwisseling werd zijn werk wel meer idyllisch en enigszins sentimenteel, waarbij hij vaak ouderen en kinderen afbeeldde. Hij maakte reizen naar Italië, Egypte en Syrië. Aan het einde van zijn leven zou hij steeds vaker ook religieuze motieven in zijn schilderijen verwerken.
Brendekilde maakte vaak zelf de lijsten bij zijn schilderijen, als een verlengstuk van het kunstwerk. Hij ontwierp ook glas-in-loodramen en keramiek. Hij overleed in 1942, bijna 85 jaar oud. Veel van zijn werk is te zien in het Fyns Kunstmuseum te Odense, maar ook in de Hirschsprungske Samling en Ordrupgaard te Kopenhagen.

## Galerij

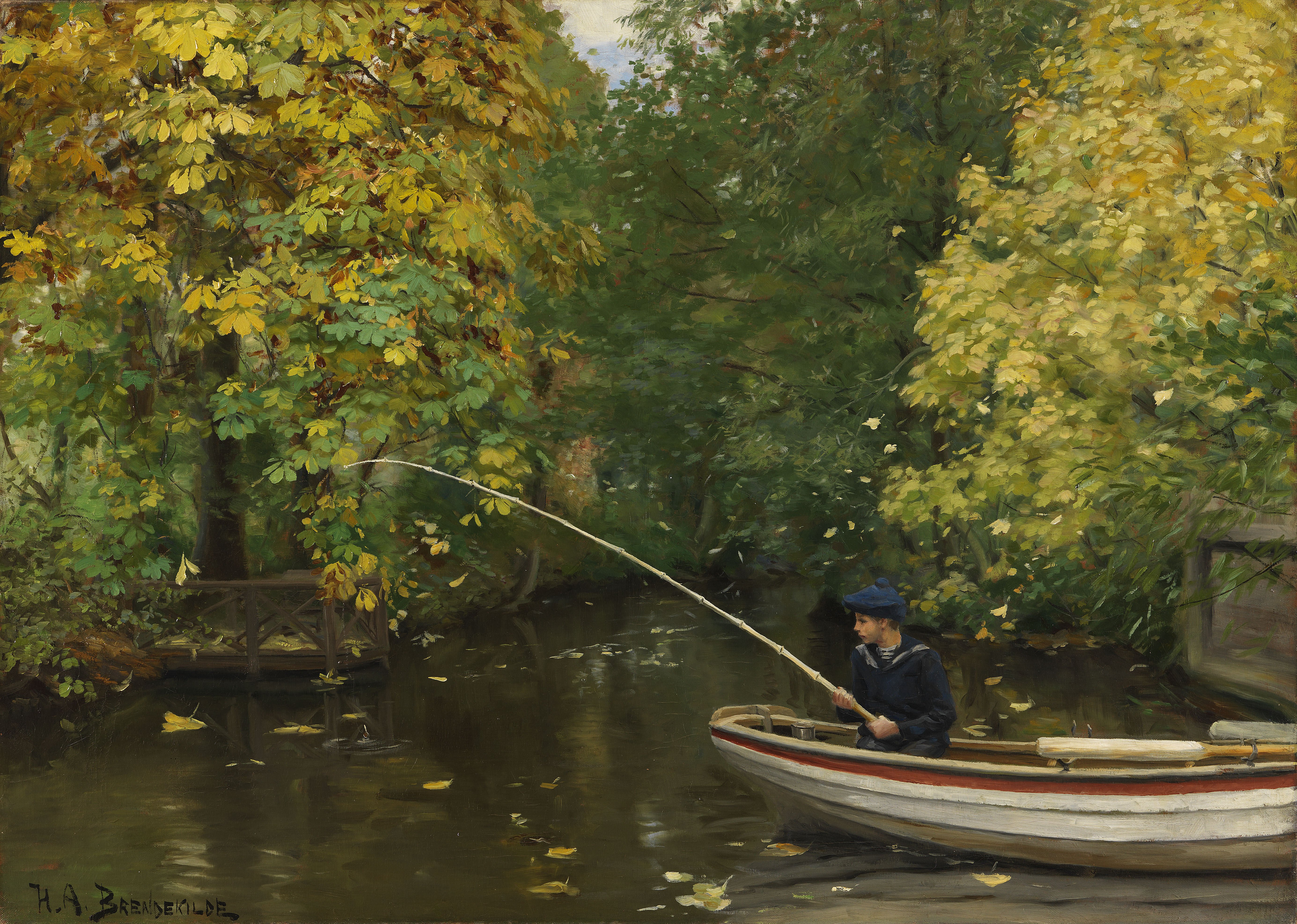
Vissende jongen, 1880
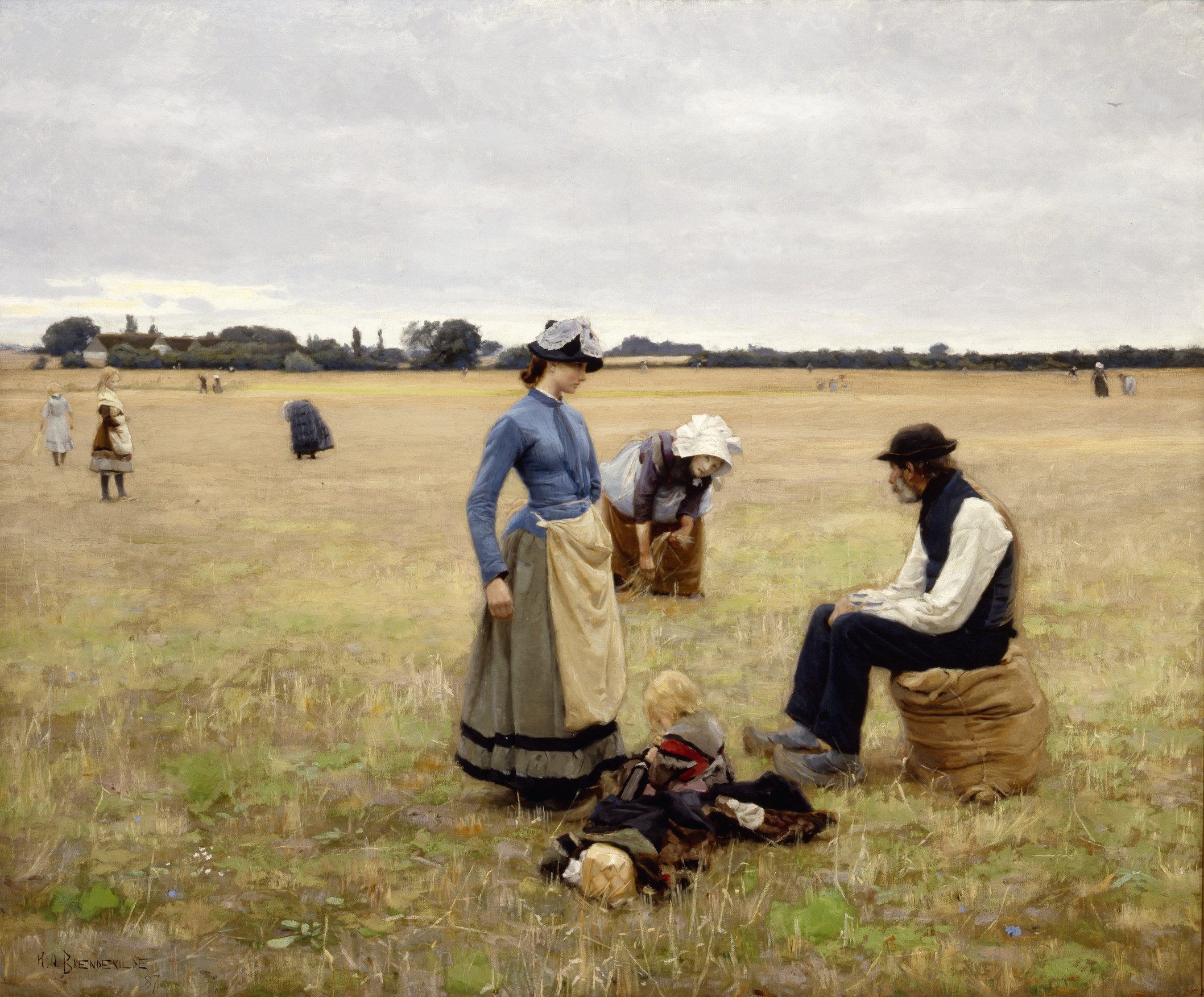
Op het veld, 1887
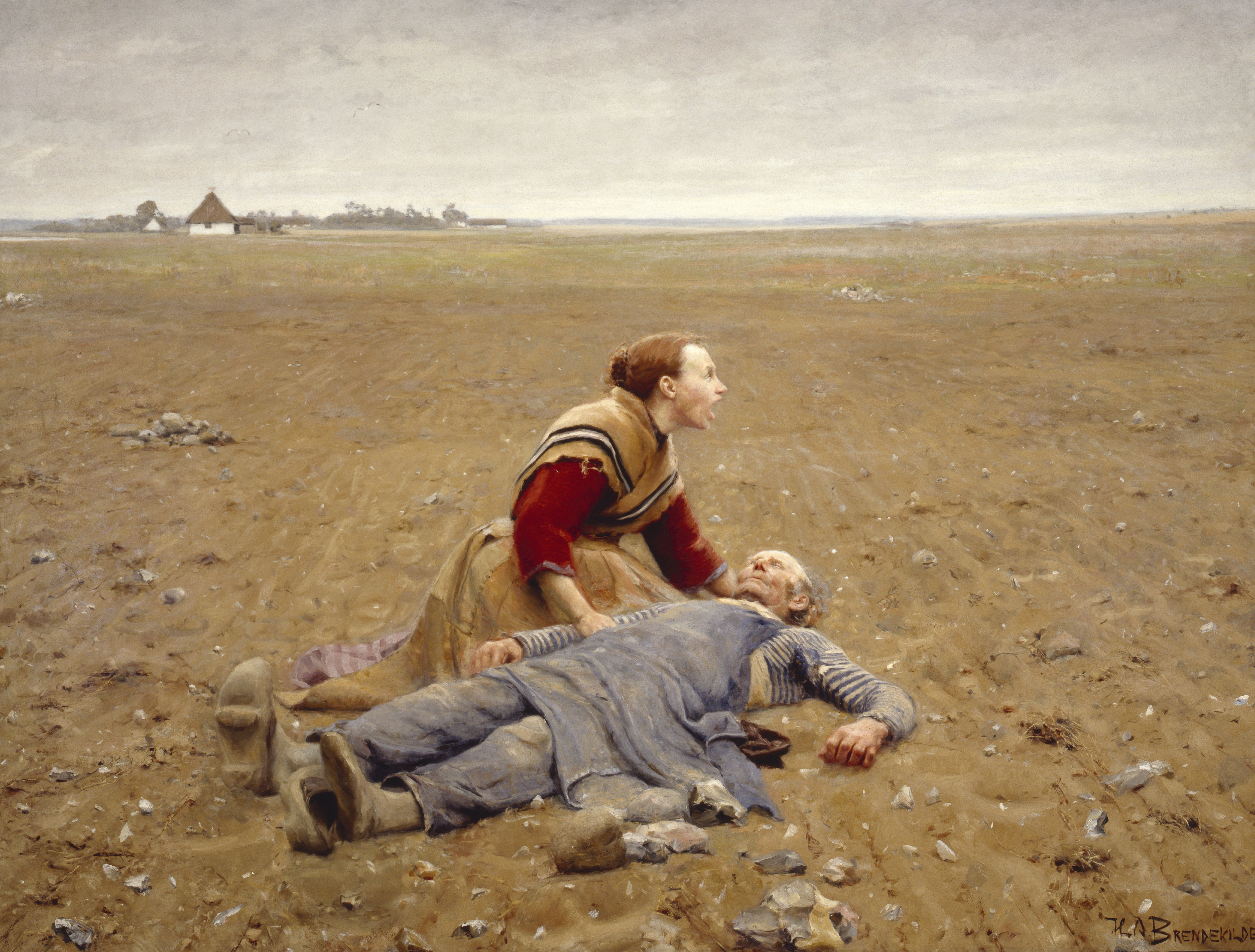
Uitgeput, 1889
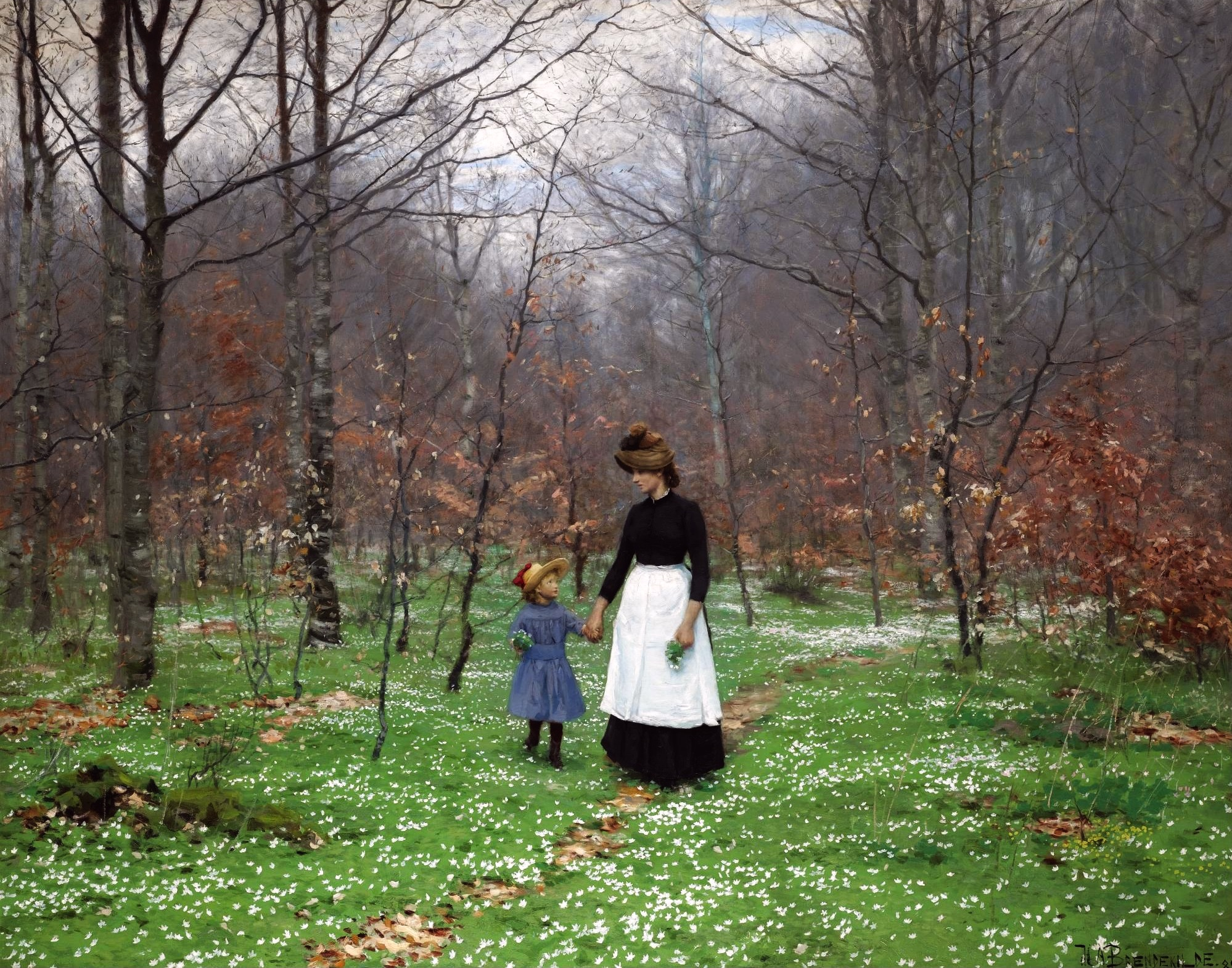
Lente; de eerste anemonen, 1889
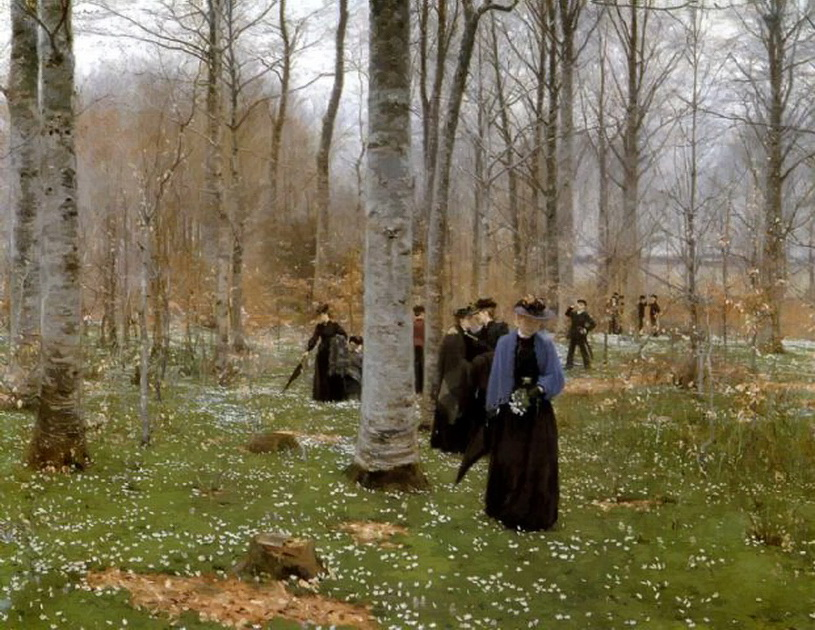
Een voorjaarsdag, ca 1890
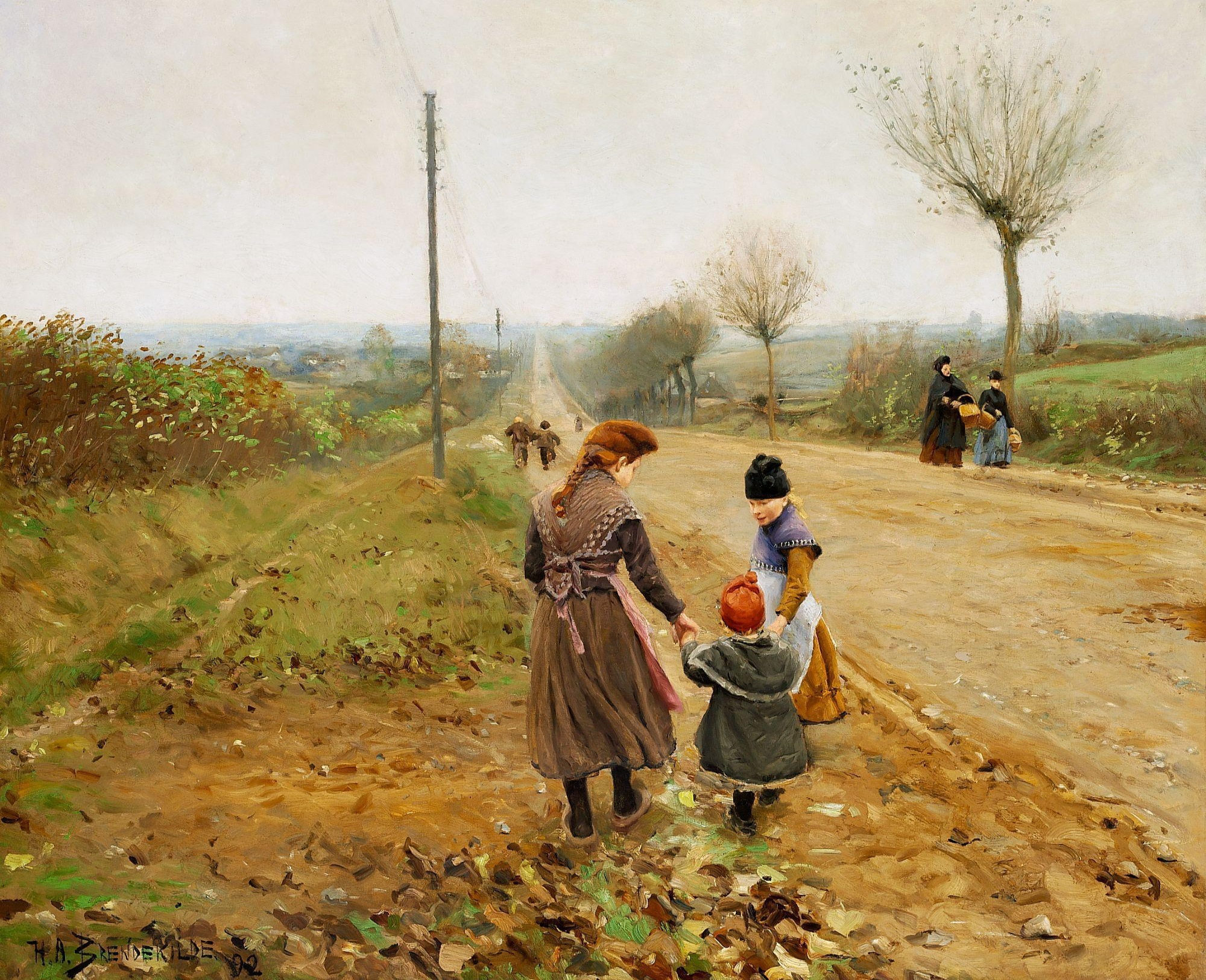
Kinderen op een landweg, 1892
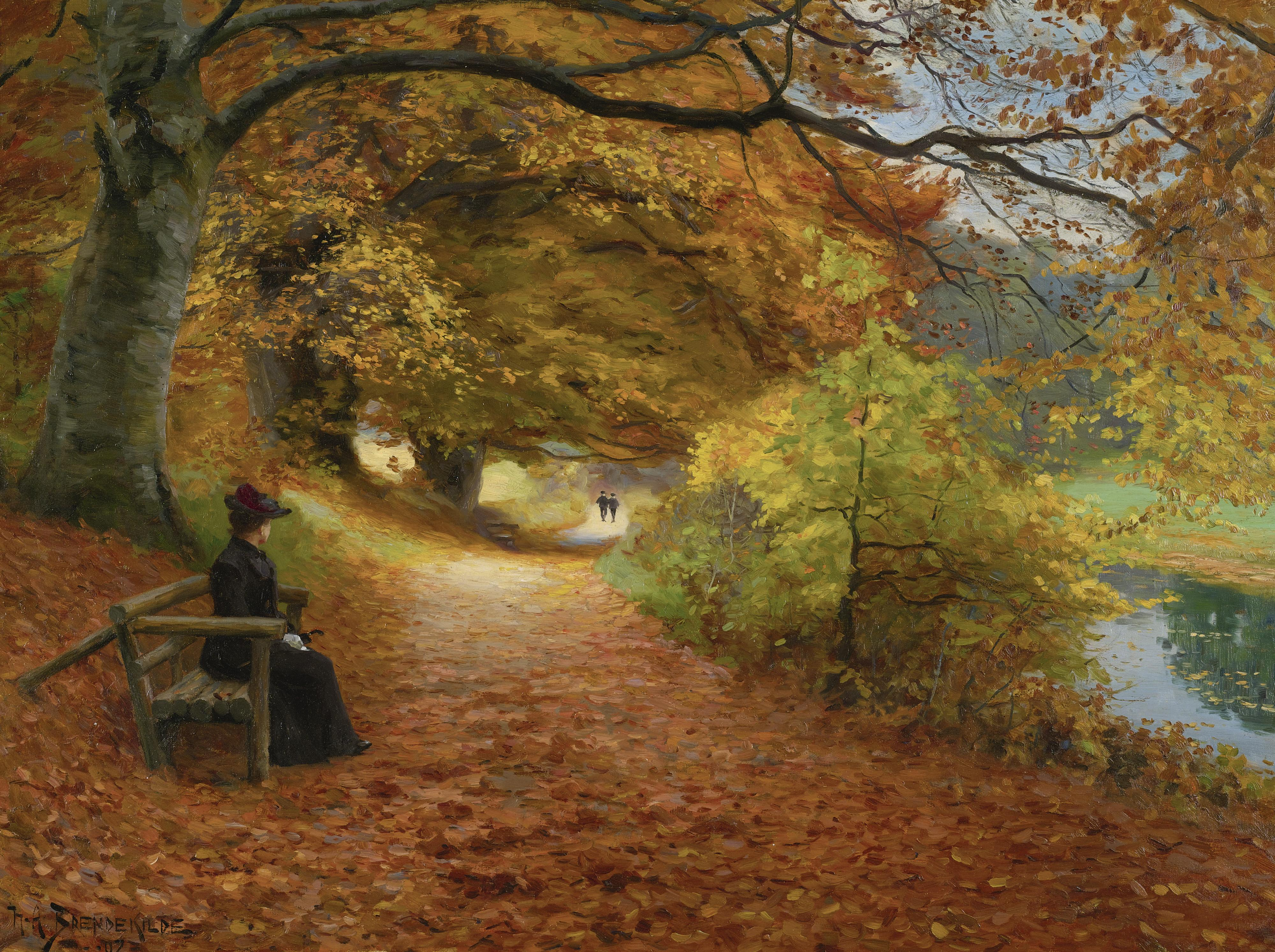
Een bospad in de herfst, 1902
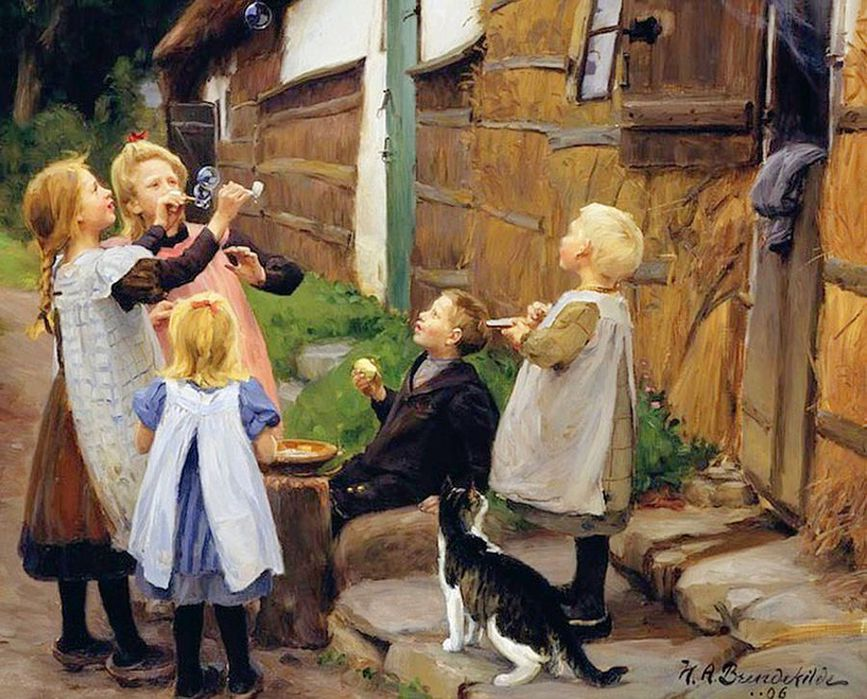
Bellen blazen, 1906
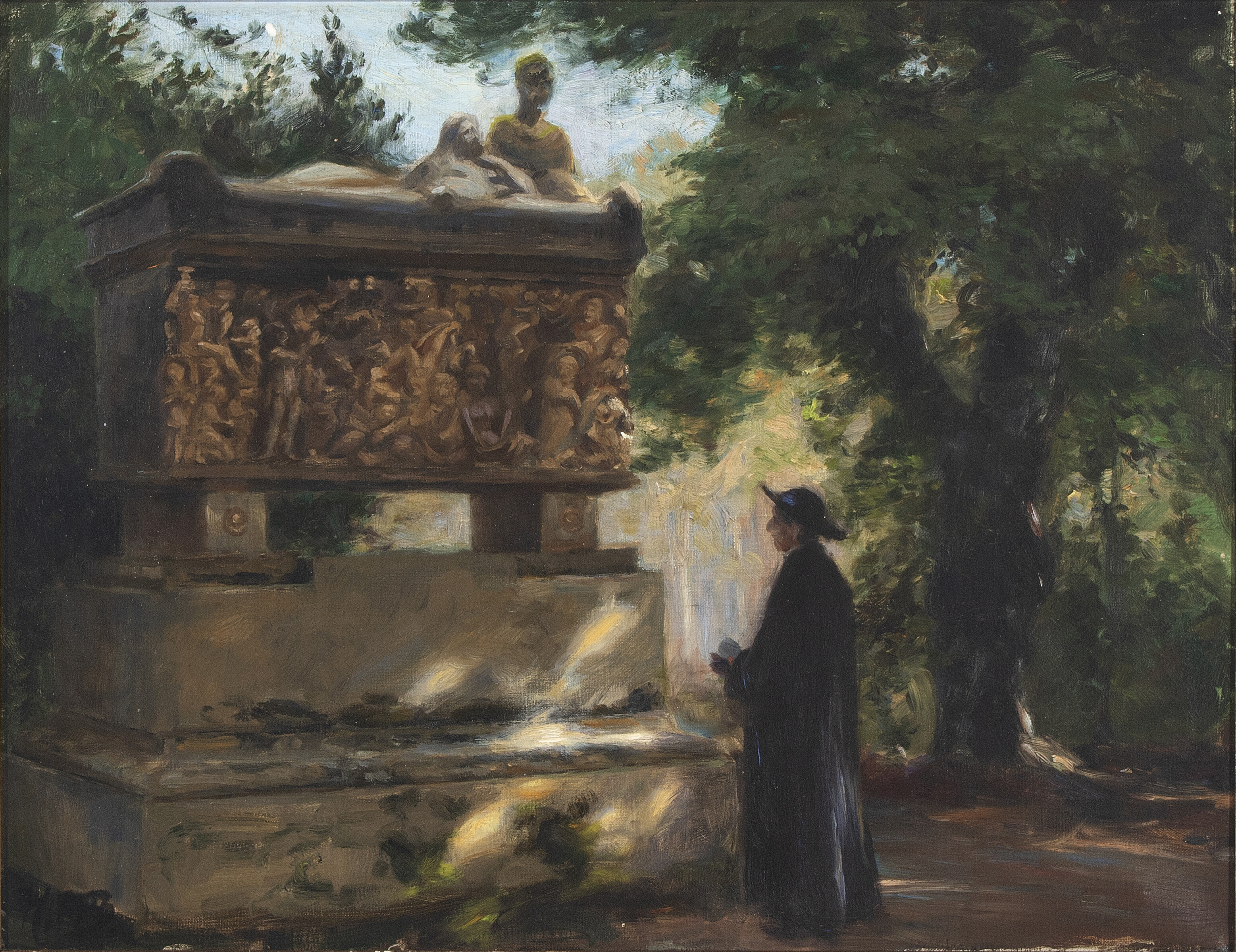
Katholieke pater voor een sarcofaag, 1909